# Asociación Electoral Laborista
La Asociación Electoral Laborista fue una organización política británica que promovía la elección de trabajadores al Parlamento del Reino Unido.

## Fundación
La cuestión de la representación política de la clase trabajadora había ido ganando en importancia para la central sindical Trades Union Congress (TUC). En su congreso de 1885, hubo un apoyo unánime para la moción planteada por James Stafford Murchie, presentada en nombre de la Primera Internacional, en la que se exponía que debían ser bienvenidos los candidatos que fuesen miembros de los sindicatos, así como se saludaba la constitución de Asociaciones Laboristas en Londres y Birmingham, que perseguían apoyar su elección.
En el congreso del TUC de 1886, George Shipton llamó a la colecta de fondos para apoyar a candidatos sindicales, mientras T. R. Threlfall, que ya había concurrido sin éxito al Parlamento en las elecciones generales de ese año propuso que se organizase un Comité Electoral Laborista, lo que fue aprobado. El comité inicial estuvo formado por John Wilson (presidente), William Abraham y James M. Jack (vicepresidentes), Stuart Uttley (director), Edward Harford (tesorero) y Threlfall (secretario).

## Desarrollo
El comité tuvo un éxito inicial, ya que «más de una docena» de asociaciones locales fueron creadas en su primer año, generalmente vinculadas a los consejos sindicales. Sin embargo, su desarrollo fue obstaculizado por la falta de programa, los desacuerdos sobre si debían apoyarse a candidatos en las elecciones locales, y sobre si podría apoyarse a candidatos conservadores o independientes o solo a liberales. Aunque esto no fue resuelto oficialmente, las asociaciones locales comenzaron a apoyar a candidatos en sus localidades. El comité debatió con frecuencia los méritos de las candidaturas Lib-Lab o laboristas independientes; su posición fue generalmente la de apoyar solo a candidatos de los que se pensase que contaban con un amplio apoyo local, y nunca presentar candidatos propagandísticos con la esperanza de construir apoyos. Donde los consejos sindicales tenían mayorías socialistas se daba apoyo en algunas ocasiones a candidatos independientes, pero en el resto de zonas solo eran respaldados los liberales.
En 1887 el comité se renombró como Asociación Electoral Laborista (LEA). Asimismo, se describió como «el centro del Partido Laborista Nacional», y sus candidatos definieron en ocasiones su afiliación como al Partido Laborista Nacional. El congreso del TUC acordó apoyar la formación de más asociaciones locales, y (a través de una enmienda presentada por Robert Knight) a promover la colecta de fondos para pagar a los diputados. En el congreso de 1888, Charles Fenwick se quejó de que la Asociación estaba trabajando para desacreditarle a él y a otros diputados Lib-Lab, mientras un intento promovido por John Hodge de restringir el apoyo a candidatos independientes fracasó.
En 1889, Threlfall había evolucionado de apoyar a los independientes a sostener a los Lib-Labs. Las asociaciones locales habían obtenido cierto éxito en las elecciones locales: por ejemplo, cuatro trabajadores habían sido elegidos en Sheffield, mientras, en 1890, William Matkin afirmaba que más de setenta sindicalistas habían sido elegidos a nivel local. Sin embargo, más consejos sindicales estaban generando en su seno mayorías socialistas, y las asociaciones laboristas locales abandonaban entonces la LEA, o se escindían entre los partidarios del movimiento Lib-Lab y aquellos que defendían candidaturas laboristas independientes. La LEA, por tanto, pasó a estar crecientemente dominada por los seguidores del Partido Liberal.

## Declive
En 1890, James MacDonald planteó que la asociación debía apoyar solo a candidatos que defendiesen la nacionalización de los medios de producción, pero esta política fue rechazada por el congreso del TUC. Sin embargo, los candidatos de la organización no tuvieron particularmente éxito en las elecciones generales de 1892, ya que aunque se mantuvieron ocho de los nueve escaños en el Parlamento, mientras Joseph Arch y Sam Woods obtenían asiento, la mayoría no fueron elegidos. En 1893, los socialistas que defendían candidaturas independientes habían ganado fuerza, y Ben Tillett y John Hodge propusieron con éxito que el TUC lanzaría un nuevo fondo económico para apoyar la presentación de candidatos laboristas independientes. Aunque afirmaron que esto elogiaba a la LEA, fue generalmente visto como un intento de socavar su continuo apoyo a los candidatos Lib-Lab.
La LEA declinó rápidamente en importancia, celebrando su congreso final en 1895 y disolviéndose al año siguiente. Sin embargo, algunas de sus antiguas asociaciones locales permanecieron con vida; por ejemplo, la Asociación Electoral Laborista de Dublín logró algunos triunfos electorales en 1898.